# 1058
Anul 1058 (MLVIII) a fost un an al calendarului gregorian.

## Evenimente
- 6 martie: Papa Ștefan al IX-lea confirmă privilegiile abației de la Cluny.
- 17 martie: Regele Lulach al Scoției, succesorul lui Macbeth, este ucis în luptă în apropiere de Aberdeen de către Malcolm al III-lea, care rămâne singurul conducător al statului.
- 8 noiembrie: Împăratul bizantin Isaac I Comnen îl destituite pe patriarhul Mihail Kerularios, care pleacă în exil.
- 27 decembrie: Fatimizii profită de disputele dintre conducătorii selgiucizi și ocupă Bagdadul, sprijinindu-l pe generalul al-Basasiri.

### Nedatate
- iunie: Contele Richard de Aversa cucerește Capua și devine principe.
- Almoravizii din Maroc cuceresc Berghouata.
- Episcopul englez Aldred întreprinde un pelerinaj la Ierusalim.
- Prin alegerea ca duce a lui Guillaume al VIII-lea, Aquitania înglobează și Gasconia.

## Arte, științe, literatură și filozofie
- Începe construirea catedralei din Parma, Italia.

## Înscăunări
- 24 ianuarie: Toghrul-Beg, proclamat ca sultan al apusului și răsăritului de către califul abbasid (1058-1063).
- 5 aprilie: Benedict al X-lea, antipapă (depus la scurtă vreme).
- 25 aprilie: Malcolm al III-lea "Canmore", rege al Scoției (1058-1098).
- 28 noiembrie: Boleslav al II-lea "cel Darnic", duce al Poloniei, din 1076, rege
- 28 decembrie: Papa Nicolae al II-lea (n. Gerard de Bourgogne), (1058-1061)
- Guillaume al VIII-lea de Poitiers, duce de Aquitania

## Nașteri
- Balduin I, rege al Ierusalimului (d. 1118)
- Bohemund I, principe de Antiohia (d. 1111)
- Al-Ghazali, teolog și jurist arab din Persia (d. 1111)

## Decese
- 17 martie: Lulach (n. Lulach Mac Gille Coemgáin), regele Scoției (n. 1030)
- 29 martie: Papa Ștefan al IX-lea (n. 1020)
- 28 noiembrie: Cazimir I (Restauratorul), rege al Poloniei (n. 1015)
- Al Mawardi, jurist, sociolog și politolog arab (n. 972)

- Guillaume al VII-lea Aigret, duce de Aquitania, la Saumur (n. 1023)
- Salomon ibn Gabirol (Avicebron), filosof evreu din Valencia (n. ?)